# Chaeropus ecaudatus
Chaeropus ecaudatus là một loài động vật có vú trong họ Chaeropodidae, bộ Peramelemorphia. Loài này được Ogilby mô tả năm 1838. Chúng là loài duy nhất trong chi và cũng là duy nhất trong họ sinh học.

## Hình ảnh

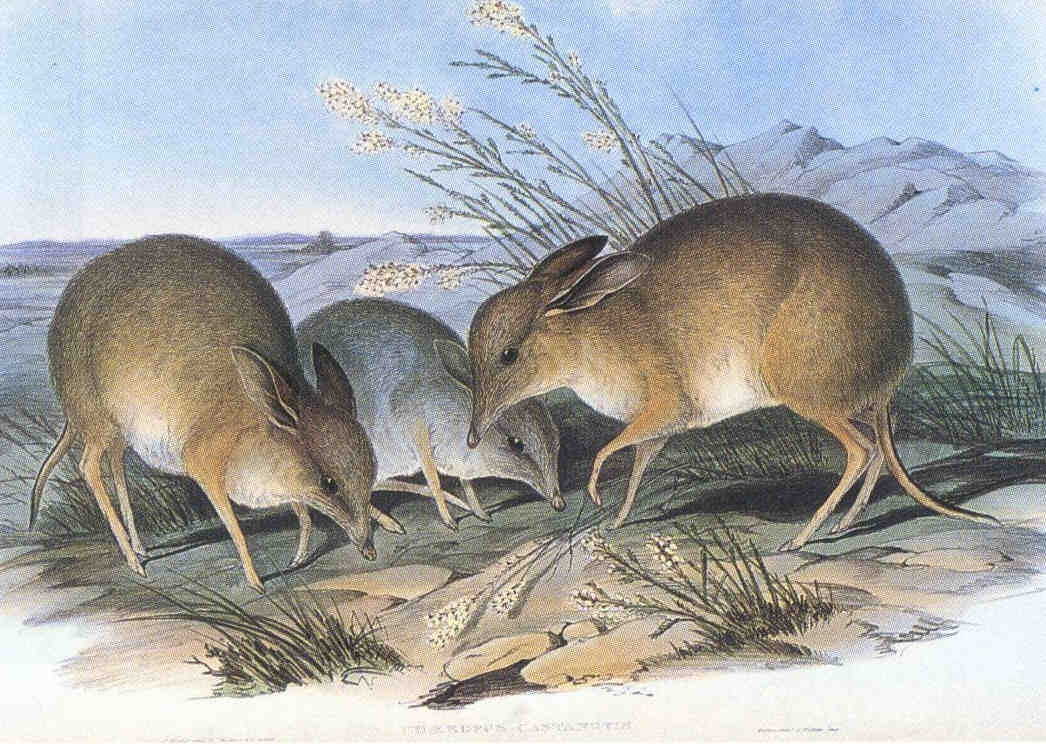
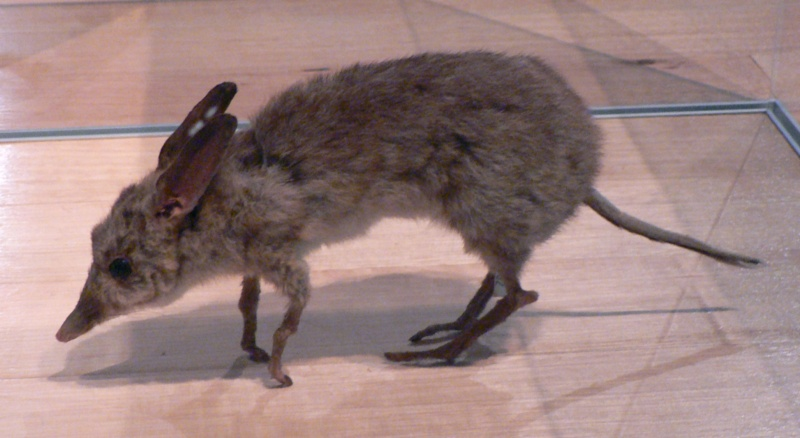
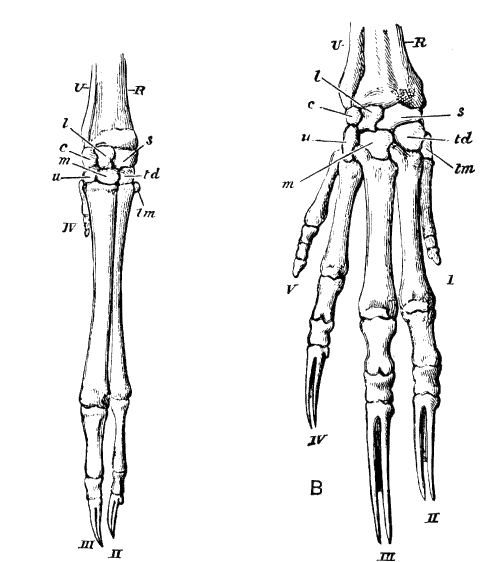
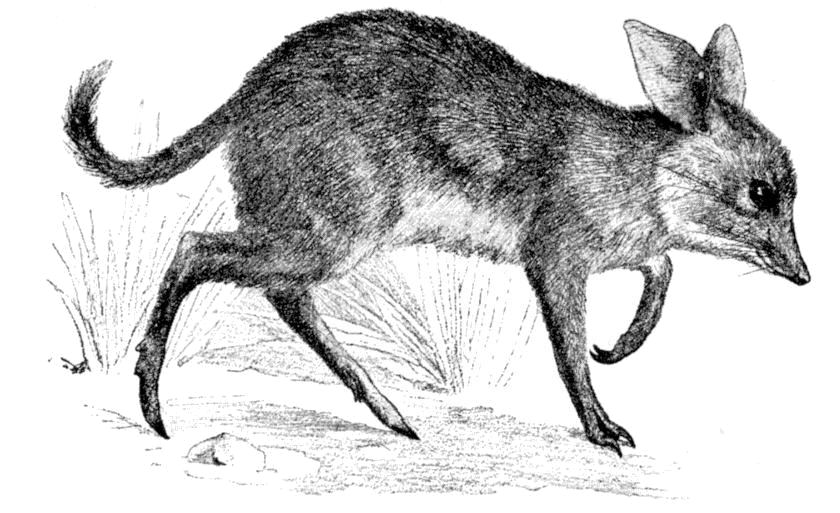